# Maria João Ganga
Maria João Ganga (Huambo, 1964) es una directora de cine angoleña.
Se formó en la École supérieure d'études cinématographiques de París. Trabajó como asistente del director en varios documentales, entre los que destaca Rostov-Luanda de Abderrahmane Sissako. También ha escrito y dirigido obras de teatro.
Su principal obra cinematográfica es Na Cidade Vazia (2004), cuyo guion también escribió. Es un drama sobre un grupo de niños en la Luanda de la posguerra. Fue el primer largometraje angoleño dirigido por una mujer.
Con Na Cidade Vazia obtuvo premios en el Paris Film Festival, el Festival de Cinema Africano, Asia, América Latina de Milán, el Festival du Film de Femmes de Créteil y el Festival Vues d’Afrique de Montreal en 2004.